# Medianeira
Medianeira este un oraș în Paraná (PR), Brazilia.